# تقلیدی از مسیح
تقلیدی از مسیح (به انگلیسی: The Imitation of Christ) کتابی است دربارهٔ آموزش عبادت و نیایش که ابتدای قرن پانزدهم منتشر شد و محبوبیت زیادی به دست آورد. هنوز در مورد اینکه چه کسی نویسنده آن است اختلاف وجود دارد، هرچند معمولاً توماس کمپیس (Thomas Kempis ca 1380-1471) نویسنده آن معرفی می‌شود. او عضو انجمن برادران زندگی مشترک بود که گروهی دینی بود در هلند و نماینده اصلی جنبش نیایش نو که بر مراقبه و زندگی درونی تأکید می‌ورزید. به بیانی ساده و روشن، تقلید از مسیح مردم را به زندگی مبتنی بر معنویت درونی در مخالفت با چیزهای بیرونی سوق می‌دهد و تشویق می‌نماید، و در مورد نحوه زندگی به این شیوه پند و اندرز می‌دهد، و به آسایش و پاداش‌های نهایی ماحصل از زندگی در مسیح اشاره می‌نماید.
عنوان این کتاب از سطر اول فصل آمده که می‌گوید: «هرکس که آرزومند آن باشد تا کلمات مسیح را به تمامی بفهمد و از آنها بهره بد باید کل زندگی خود را با الگوی مسیح تطبیق دهد.»
(The Imitation of Christ, tr. B. Knott. London: Fount, 1996)
سابقه تقلید از مسیح به خیلی از قبلها پیش بازمی‌گردد. در قرون وسطی بحث زیادی در این باره جریان داشت که این روش را به چه نحو باید درک کرد.
توماس کمپیس در تقلید از مسیح می‌نویسد: «برای روح هیچ رستگاری و هیچ امیدی به حیات جاودان وجود ندارد مگر در صلیب. پس صلیب خود را بردارید و عیسی را دنبال کنید، آنگاه وارد زندگی جاودان می‌شوید. او با صلیب جلوی شما می‌رود و به خاطر شما بر صلیب می‌میرد، شما هم باید صلیب خودتان را حمل کنید، و در اشتیاق مرگی بر صلیب باشید. زیرا چنانچه در مرگ او شریک باشید، آنگاه در زندگانی او شریک خواهید بود».
فصل ۱۳ کتاب تقلید از مسیح این گونه آغاز می‌شود: «مادامی که در این دنیا هستیم باید با آزمایش‌ها و وسوسه‌ها رودرو شویم. همان‌طور که در کتاب ایوب آمده‌است - زندگی انسان بر زمین چیست به جز وسوسه زمان؟ به این دلیل است که باید وسوسه‌های خود را جدی بگیریم و با مراقبت و دعا کوشش کنیم که شیطان را از یافتن هر روزنه ای بازبداریم. به یاد داشته باشید که شیطان هرگز نمی‌خوابد، بلکه در جستجوی طعمه اش به راه می‌افتد. هیچ آنقدر کامل و مقدس نیست که هرگز با وسوسه مواجه نشود؛ ما نمی‌توانیم کامل از آن بگریزیم»